# Snaratjärnen
Snaratjärnen är en sjö i Vilhelmina kommun i Lappland och ingår i Ångermanälvens huvudavrinningsområde. Sjön har en area på 0,0939 kvadratkilometer och ligger 662,1 meter över havet. Sjön avvattnas av vattendraget Grubbsjöbäcken. Vid provfiske har elritsa och öring fångats i sjön.

## Delavrinningsområde
Snaratjärnen ingår i det delavrinningsområde (720653-149045) som SMHI kallar för Utloppet av Snaratjärnen. Medelhöjden är 698 meter över havet och ytan är 1,04 kvadratkilometer. Det finns inga avrinningsområden uppströms utan avrinningsområdet är högsta punkten. Grubbsjöbäcken som avvattnar avrinningsområdet har biflödesordning 4, vilket innebär att vattnet flödar genom totalt 4 vattendrag innan det når havet efter 356 kilometer. Avrinningsområdet består mestadels av skog (70 procent) och kalfjäll (21 procent). Avrinningsområdet har 0,09 kvadratkilometer vattenytor vilket ger det en sjöprocent på 8,7 procent.